# نيلسون مورغان
نيلسون مورغان (بالإنجليزية: Nelson Morgan)‏ هو عالم حاسوب أمريكي، ولد في 30 مايو 1949.